# Matvéi Kórobov
Matvéi Gueórguiyevich Kórobov –en ruso, Матвей Георгиевич Коробов; conocido como Matt Korobov– (Orotukan, URSS, 7 de enero de 1983) es un deportista ruso que compitió en boxeo.
Ganó dos medallas de oro en el Campeonato Mundial de Boxeo Aficionado, en los años 2005 y 2007, y una medalla de oro en el Campeonato Europeo de Boxeo Aficionado de 2006.
En noviembre de 2008 disputó su primera pelea como profesional. En su carrera profesional tuvo en total 33 combates, con un registro de 28 victorias, 4 derrotas y un empate.

## Palmarés internacional
| Campeonato Mundial | Campeonato Mundial       | Campeonato Mundial | Campeonato Mundial |
| Año                | Lugar                    | Medalla            | Categoría          |
| ------------------ | ------------------------ | ------------------ | ------------------ |
| 2005               | Mianyang (China)         | Medalla de oro     | 75 kg              |
| 2007               | Chicago (Estados Unidos) | Medalla de oro     | 75 kg              |
| Campeonato Europeo |                          |                    |                    |
| Año                | Lugar                    | Medalla            | Categoría          |
| 2006               | Plovdiv (Bulgaria)       | Medalla de oro     | 75 kg              |